# آبل
آبل (به عربی: آبل ) یک منطقهٔ مسکونی در سوریه است که در حمص واقع شده‌است.

## خصوصیات
آبل ۲٬۸۷۳ نفر جمعیت دارد.